# Hamersteel

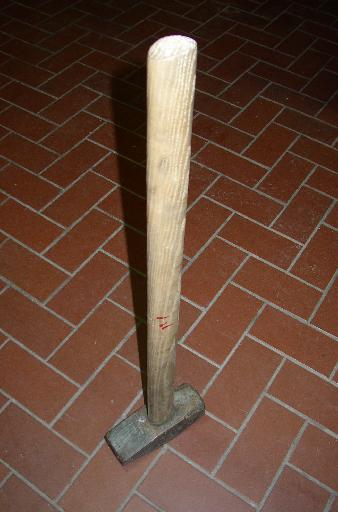
Voorbeeld van een voorhamer met houten steel.

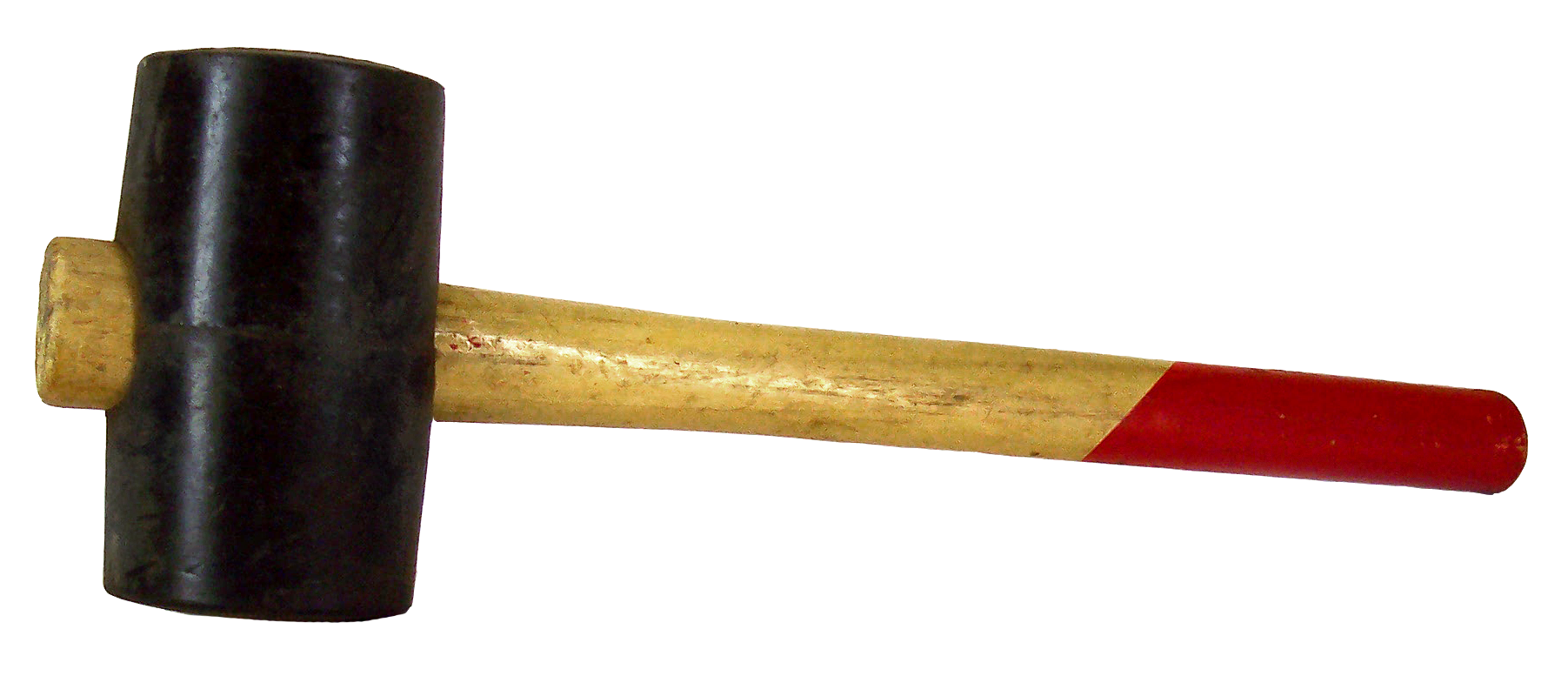
Voorbeeld van een rubberhamer met houten steel.

Een hamersteel is een stok met een ovale doorsnede, die in diverse modellen hamers van groot tot klein gebruikt wordt. Houtsoorten als essen en hickory zijn hiervoor bijzonder geschikt. Beide zijn zeer veerkrachtig en hard.
Om een goede verbinding met het staal van een hamerkop te krijgen wordt het gat voor de steel (het zogenaamde huis) zodanig gemaakt dat de steelzijde (onder) kleiner is dan de bovenkant. Meestal wordt de steel passend gemaakt naar de steelzijde, vervolgens in het huis geschoven of geperst tot hij gelijk is met de bovenkant. Aan de bovenkant is er rondom de steel enige ruimte, vanwege deze vorm van het huis. Deze ruimte wordt opgevuld door er een stalen wig in te slaan, de zogenaamde hamerwig. Het gevolg is dat de kop nooit van de steel kan schieten tijdens het slaan.
Ook komt het bij modellen van hamers voor dat de steel onder dezelfde schuinte van dun naar dik uitloopt als de schuinte in de hamerkop. De steel kan dan van bovenaf in het huis worden gestoken tot hij klem zit. Als men vervolgens enkele malen het dikke uiteinde van de steel met kop op de werkbank of andere ondergrond laat vallen klemt de kop goed vast op de steel. In omgekeerde vorm kan de steel er dan ook gemakkelijk weer uit en is de hamer gemakkelijk op te bergen in de kist of kast.

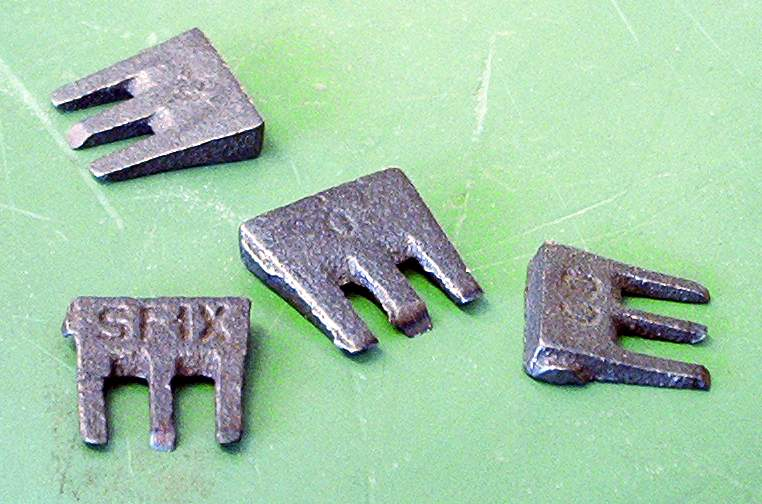
Hamerwiggen